# Лінц (футбольний клуб)
Футбольний клуб «Сталь Лінц» (нім. ASKÖ Fußballclub Stahl Linz) — австрійський футбольний клуб з Лінца, заснований у 1946 році. Виступає у Регіональній лізі. Домашні матчі приймає на стадіоні «Лінцер», місткістю 18 000 глядачів.

## Історія
Клуб заснований у 1946 році. У 1997 році ліквідований. У 2013 році відновлений.

## Досягнення
- Бундесліга
  - Чемпіон: 1973–74
  - Срібний призер: 1974–75, 1979—80
- Кубок Австрії
  - Фіналіст: 1978, 1994
- Перша ліга
  - Чемпіон: 1991, 1996.